# Ichneumon feralis
Ichneumon feralis es una especie de insecto del género Ichneumon de la familia Ichneumonidae del orden Hymenoptera.

Fue descrita en el año 1867 por Cresson.
Se encuentra en Canadá y Estados Unidos. Vive en bosques de coníferas. Se cree que la especie huésped es Hepialus mustelinus.